# FrBB 21 bis 24
Die FrBB 21 bis 24 waren Lokalbahn-Tenderlokomotiven der Friedländer Bezirksbahnen (FrBB). Die dreifach gekuppelten Maschinen wurden in den Jahren 1902 und 1908 für den Betrieb auf der Lokalbahn Friedland–Heinersdorf beschafft.

## Geschichte
Am 3. August 1902 eröffnete die Friedländer Bezirksbahnen die neue 23,3 km lange Lokalbahn von Friedland in Böhmen  nach Heinersdorf an der Tafelfichte, die dort den Anschluss an die schlesischen Strecken der Preußischen Staatseisenbahn herstellte. Für diese Lokalbahn beschaffte die Friedländer Bezirksbahn 1902 von Krauss in Linz drei kleine Tenderlokomotiven. Eine weitere baugleiche Lokomotive wurde 1908 nachbestellt.
Die Maschinen erhielten von der FrBB neben den Betriebsnummern 21 bis 24 die Namen RÜCKERSDORF, NEUSTADT/T, HEINERSDORF und TAFELFICHTE. Nach der Übernahme der FrBB in Staatsbesitz erhielten die Lokomotiven später die ČSD-Nummern 311.501 bis 311.504. Die Nummern 311.501–502 trugen zuvor bereits zwei ausgemusterte Lokomotiven der priv. österreichisch-ungarischen Staatseisenbahngesellschaft.
Nach der Angliederung des Sudetenlandes an Deutschland im Oktober 1938 ordnete die Deutsche Reichsbahn die Lokomotiven mit den Betriebsnummern 98 7751 bis 98 7754 in ihren Betriebspark ein. Nach 1945 gelangten die Lokomotiven wieder zur ČSD. Mit der Inbetriebnahme neuer Triebwagen der ČSD-Baureihe M 131.1 wurden die kleinen Maschinen nicht mehr benötigt und bis 1949 ausgemustert und verschrottet.